# Jess Chanliau
Jess Chanliau (* in den USA) ist eine amerikanisch-französische nicht-binäre, im Schauspiel tätige Person. Chanliau spielte 2023 in der Netflix-Serie Diplomatische Beziehungen die Rolle von Ronnie und nutzt im Englischen das geschlechtsneutrale, nicht übersetzbare Pronomen they.

## Werdegang
Geboren in den Vereinigten Staaten als Kind einer irischen Mutter und eines französischen Vaters, wuchs Jess Chanliau gemeinsam mit einem Zwillingsbruder zweisprachig auf. Nach Übersiedlung nach Paris folgte der Schulbesuch auf dem französischen Collège und Lycée, begleitet von Unterricht an der privaten Schauspielschule Cours Florent. Für das letzte Schuljahr kehrte Chanliau an die High-School in den USA zurück, belegte Schauspielkurse an der zur Novato High School gehörigen Marin School of the Arts und schloss diese 2011 ab.
Nach dem High-School-Abschluss bildete Chanliau sich bis 2013 am Pacific Conservatory of the Performing Arts im kalifornischen Santa Maria weiter. Hier war nach eigener Aussage vor allem die Cross-Gender-Rolle der Viola aus Shakespeares Was ihr wollt von Relevanz, daneben auch die Darstellung eines „queeren Mercutio“ in Romeo und Julia, da Chanlieu sich als trans, non-binär und androgyn identifiziert, aber ansonsten meist weiblich gelesen und mit entsprechenden Rollen besetzt wird.
Im Anschluss an die Zeit in Santa Maria besuchte Jess Chanliau – unterbrochen von einem Semester am Conservatoire National Supérieur d’Art Dramatique in Paris – das Royal Conservatoire of Scotland im schottischen Glasgow und schloss dieses 2017 mit dem Bachelor of Arts ab.
2018 verkörperte Chanliau mit Martin McCormicks in dessen autobiografischen Zweipersonen-Stück South Bend zwanzig verschiedene Charaktere. Nach der Premiere auf dem Edinburgh Fringe Festival gingen die beiden mit dem Stück in ganz Schottland auf Tournee.
Nach einigen kleineren Rollen, unter anderem einem Episodenauftritt in der 2020er TV-Adaption von Huxleys Schöne Neue Welt, folgte die erste Kinofilm-Hauptrolle in dem britischen Horrorfilm Patients of a Saint. Der Film wurde 2019 bei der Berlinale aufgeführt.
Für weitere Bekanntheit sorgte 2023 Chanliaus Rolle als Ronnie, die rechte Hand des Gesandten Stuart Heyford in der Netflix-Serie Diplomatische Beziehungen.

## Filmografie
- 2014: The Riven
- 2020: Schöne neue Welt (Brave New World, Fernsehserie, 1 Episode)
- 2020: Patients of a Saint (Inmate Zero)
- 2023: Diplomatische Beziehungen (The Diplomat, Fernsehserie)

## Sonstige Rollen
- 2021: Chorus (Computerspiel) als Nara